# Rue Saint-Christophe, Île de la Cité
Rue Saint-Christophe var en gata på Île de la Cité i Quartier de la Cité i Paris. Gatan var uppkallad efter kyrkan Saint-Christophe. Rue Saint-Christophe började vid Parvis Notre-Dame och slutade vid Rue de la Cité. 
Rue Saint-Christophe var belägen i det tidigare 9:e arrondissementet, vilket existerade från 1795 till 1860.
Gatan revs under 1860-talet, då Hôtel-Dieu de Paris byggdes om och Parvis Notre-Dame utvidgades.

## Bilder
| - Rue Saint-Christophe på en karta från år 1737. - Rue Saint-Christophe på en karta från 1800-talet. - Kyrkan Saint-Christophe, här benämnd S⋅CHRISTOFLE, på Truschets och Hoyaus karta över Paris från år 1552. |

## Omgivningar
- Saint-Christophe
- Saint-Germain-le-Vieux
- Notre-Dame
- Sainte-Chapelle
- Rue de la Licorne
- Rue des Trois-Canettes
- Rue de Perpignan
- Rue Cocatrix

### Webbkällor
- ”Rue Saint Christophe, 1865” (på franska). Vergue. Arkiverad från originalet den 16 april 2022. https://archive.ph/tZ2Js. Läst 16 april 2022.